# 轻车都尉
轻车都尉，勳官勳號，清朝恩蔭和加銜爵位，又称阿达哈哈番（转写：adaha hafan），名號源於輕車將軍一職。

## 历史沿革
漢元光二年初置輕車將軍，為戰車部隊指揮官。
梁、陳、北齊、北周亦設輕車將軍。
唐採舊官置輕車都尉、上輕車都尉為勳官。
明朝武官勳官正三品為上輕車都尉、從三品為輕車都尉；文官勳位為资治少尹。
清朝分为三等：一等輕車都尉為正三品；二等輕車都尉、三等輕車都尉為从三品。

## 著名人物
- 沈葆楨（一等輕車都尉）
- 孙思克（一等輕車都尉）
- 张廷玉（一等輕車都尉）
- 洪承畴（三等輕車都尉）
- 和珅（三等輕車都尉）
- 查弼納（死后追封三等輕車都尉）